# Solvvy
Solvvy株式会社（ソルヴィー、英文社名：Solvvy Inc.）は、東京都新宿区西新宿に本社を置く日本の住宅設備保証会社。旧社名は日本リビング保証株式会社。

## 概要
日本リビング保証は2009年に設立された会社で、住宅設備のメーカー保証終了後の延長保証サービスや、中古住宅の建物状況調査サービスなどを提供する。2018年に東京証券取引所マザーズに上場。
2024年11月1日付でメディアシークと経営統合を実施。メディアシークを株式交換により完全子会社化したとともに、商号をSolvvy株式会社（ソルヴィー）に変更した。

## 沿革
- 2009年 フェニックス・コンサルティング株式会社を設立後、日本リビング保証株式会社に社名を変更し、住宅設備の延長保証サービスの提供を開始[10]。
- 2012年 子会社としてリビングポイント株式会社を設立し、一般建設業許可を取得[10]。
- 2013年 子会社のリビングポイント株式会社を一級建築士事務所として登録[10]。
- 2018年 東京証券取引所マザーズに上場[10]。
- 2020年 横浜ハウス株式会社を子会社化する[10]。
- 2021年 フィンテックを扱う子会社としてリビングファイナンス株式会社を設立[11]。
- 2024年 株式会社メディアシークと経営統合を実施し、株式交換によりメディアシークを完全子会社化。同時に商号をSolvvy株式会社に変更[8][9][12]。